# Mélancomas de Carie
Mélancomas de Carie est l'un des plus fameux athlètes grecs de l'Antiquité. Il est principalement connu par les 28e et 29e Discours de Dion Chrysostome. Thémistios le mentionne brièvement et Eustathe de Thessalonique fait allusion à lui.
Dion de Pruse en brosse le portrait idéalisé d'un beau jeune homme, mort dans la fleur de l'âge, capable en tout de retenue et de mesure. Fils d'un pugiliste également appelé Mélancomas, il se distingue par son style fondé sur la défense : grâce à un entraînement poussé, il est capable de tenir sa garde jusqu'à deux jours d'affilée. Il peut ainsi épuiser ses adversaires et les forcer à l'abandon, sans jamais avoir porté de coup ou en avoir reçu. Cette technique lui permet de rester invaincu au cours de sa carrière et d'être champion olympique, peut-être en l'an 49  à moins qu'il s'agisse d'un homonyme ou de son propre père. Thémistios ajoute que l'empereur Titus est son amant.
Le caractère historique de Mélancomas a été discuté. On a fait valoir qu'il n'était mentionné par aucune inscription et que Dion n'aurait pas manqué de signaler l'intérêt que lui portait Titus. En outre, son style de combat, tel que le présente Dion, paraît largement fantaisiste : les combats de lutte étaient traditionnellement arrêtés à la tombée de la nuit, soit en constatant un ex æquo, soit en modifiant les règles pour accélérer le dénouement. On a donc soupçonné que Dion avait inventé le personnage de Mélancomas comme figure idéale du sage cynique, capable de résister aux tentations à la fois matérielles et spirituelles. Inversement, il arrive qu'aucune inscription n'ait été retrouvée pour des athlètes bien attestés par ailleurs. En l'état, il est impossible de conclure, mais la plupart des spécialistes penchent en faveur de l'existence réelle de Mélancomas.